# 20.000 llegües de viatge submarí (anime)
20.000 llegües de viatge submarí (海底3万マイル, Kaitei San-man Mairu, lit. '30.000 milles sota el mar') és una pel·lícula produïda per Toei Douga (actualment Toei Animation) que es va projectar al Toei Manga Matsuri el 19 de juliol de 1970.
L'eslògan del film és "Blub-blub-blub, apareix de les bombolles! Ja és aquí! Monstres marins, bancs de peixos i un nen salvatge". "Una gran guerra ha començat al fons del mar desconegut! Vinga, ràpid! Hi haurà ple de diversió amb un drac de foc, un submarí talp inclòs un drac en flames, un submarí talp, un tanc de bombolles, un mol·lusc gegant i una bala anguila".
El film va ser doblat al català i estrenat a TV3 el 16 de març de 1991.

## Producció
Es tracta d'un film anime basat en l'obra original de Shotaro Ishinomori (aleshores Shotaro Ishimori), que s'havia estat planificant després de Cyborg 009, Cyborg 009 Kaijuu Sensou i El vaixell fantasma. Si bé les tres obres anteriors eren obres completament originals, aquesta obra és una obra escrita per Ishinomori específicament per a aquesta pel·lícula. A l'entrant de la dècada de 1970, la pel·lícula es va basar en l'obra d'aventures marines Kaitei Majou, ideada tenint en compte el boom de l'espai, l'explotament submarí i el boom de l'oceà, i s'hi van afegir les idees d'Ishinomori per enfortir-ne el regust de ciència-ficció. Tot i que el títol és molt semblant a Vint mil llegües de viatge submarí de Jules Verne, no té cap connexió particular amb aquesta obra.
Després de l'estrena del film, a causa de l'èxit de Kamen Rider emès l'any 1971, Ishinomori es va involucrar més en serials d'efectes especials. Fins a Cyborg 009 Chou Ginga Densetsu (el seu segon film d'animació original), durant més de 10 anys, Ishinomori no va produir ni estrenar cap altre film.

### Plantilla
Aquest film va comptar amb gent implicada en l'animació televisiva com Kenji Yokoyama, que se'n va encarregar de la planificació i Takeshi Tamiya, de la direcció. A més, l'equip de dibuix es va dividir en quatre grups i es va adoptar una divisió del treball en què cada grup havia de dibuixar un aspecte: el personatge principal, el dolent, els peixos i els monstres. Sadahiro Okuta, que s'acredita com a director d'animació, és una combinació de lletres dels noms de Reiko Okuyama, Masatake Kita, Sadao Kikuchi i Michihiro Kanayama, que van ser els caps de cada equip d'animació.
La música va ser composta per Takeo Watanabe, que fins aquell moment havia treballat a Kyoujin no Hoshi i Attack No. 1. Es tracta del primer cop que Watanabe havia participat en una producció de Toei Animation. A més de marxes i tangos, aquesta obra també incorpora scat, que més endavant es va utilitzar en altres sèries com Cutie Honey, emesa l'any 1973. Molts dels acompanyaments musicals es poden sentir a Mahou no Mako-chan.

## Argument
L'Isamu, un nen que té com a pare un investigador marí i director d'un institut d'investigació marina situat en una illa volcànica i una mare que hi treballa d'ajudant, surt a veure el volcà després d'explorar el fons oceànic amb el seu animal de companyia guepard. Allà, l'Isamu coneix una bella noia que porta un vestit vermell brillant semblant a uns leotards. De sobte, però, del cràter en surt un robot monstre, acompanyat d'un terratrèmol. La noia murmura: "Drac de Foc!" i en poc temps, un drac de foc ataca per tot arreu. No obstant això, són rescatats per un robot que la noia anomena See-through. De dins en surt un home alt i un de grassonet. Els dos homes són els guardaespatlles de la noia. L'home alt es diu Octopus i l'home grassonet es diu Tuttle. La bella noia resulta que és l'Angel, la princesa del regne submarí d'Atles. L'Isamu i en Guepard són convidats a entrar al See-through i anar fins a Atles per passar-hi una bona estona.